# بادن پوسات ستیتی‌استیک
بادن پوسات ستیتی‌استیک (به لاتین: Statistics Indonesia) یک خدمات آماری در اندونزی است.